# Lipová (Ústí nad Labem)
Lipová è un comune della Repubblica Ceca facente parte del distretto di Děčín, nella regione di Ústí nad Labem. In passato il nome tedesco fu Hainspach.